# Józef Friedlein
Józef Edward Friedlein (ur. 4 lutego 1831 w Krakowie, zm. 25 maja 1917 tamże) – prezydent Krakowa, księgarz, wydawca, kolekcjoner i bibliofil.

## Życiorys
Urodził się w Krakowie. Pochodził ze znanej krakowskiej rodziny księgarzy i wydawców zamieszkałej pod Wawelem od 1796. Ukończył Gimnazjum św. Anny w 1848. Następnie uczęszczał na tzw. „filozofię” tj. przygotowawczy rok studiów. Od 1850 do 1853 studiował geologię na wydziale matematyczno-przyrodniczym Uniwersytetu Jagiellońskiego. Po śmierci ojca Daniela Edwarda Friedleina w 1855 odziedziczył rodzinną działalność wydawniczą, uruchomił księgarnię w Kamienicy Hetmańskiej na Rynku Głównym. Rozwinął dział antykwaryczny, gromadził ryciny (rozpoczęty przez ojca zbiór powiększył do 2000), portrety królów Polski (przekazany do Warszawy), mapy, numizmaty. Wydawał dzieła naukowe, publikował prace Juliana Dunajewskiego, Józefa Szujskiego, podręczniki, albumy, mapy i nuty. Pełnił funkcję przewodniczącego Stowarzyszenia Księgarzy Krakowskich.
W 1866 znalazł się w składzie Rady Miejskiej w Krakowie. Wszedł w skład sekcji ekonomicznej zajmującej się sprawami gospodarczymi miasta. Zajął się organizacją straży pożarnej. W latach 1884–1893 pełnił funkcję wiceprezydenta Krakowa, był najbliższym współpracownikiem prezydenta Feliksa Szlachtowskiego, którego po rezygnacji 24 maja 1893 zastąpił na stanowisku prezydenta Krakowa. Ponownie został wybrany na to stanowisko 15 czerwca 1899.
Jako prezydent Krakowa zajął się gospodarką, kulturą i higieną w mieście. Za czasów jego prezydentury dokonano:
- ukończenia budowy wodociągów miejskich ze stacją pomp na Bielanach,
- rozbudowano szpitale, klinikę chorób wewnętrznych (1901), Collegium Medicum UJ (1895),
- elektryfikacji i rozbudowy miejskiej komunikacji tramwajowej (1902),
- rozbudowy szkolnictwa, otwarto pierwszą szkołę dla dorosłych analfabetów na Kleparzu w 1896,
- założenia w 1896 Towarzystwa Miłośników Historii i Zabytków Krakowa, które w 1902 zorganizowało pierwszy kurs na przewodników miejskich dla studentów.

Jako wiceprezydenta zatrudnił Juliusza Lea; obaj w 1902 po raz pierwszy podnieśli problem rozszerzenia granic Krakowa. Friedleina zmuszono do rezygnacji ze stanowiska prezydenta, 30 czerwca 1904 złożył on dymisję, którą Rada Miasta przyjęła 7 lipca 1904 powołując na stanowisko prezydenta dotychczasowego wiceprezydenta Juliusza Lea. Radnym pozostawał do 1906.
Został członkiem honorowym Towarzystwa Gimnastycznego „Sokół” w Krakowie.
W 1856 w kościele na Bielanach poślubił Marię z domu Majer, w 1906 oboje obchodzili złote gody.
Na emeryturze Friedlein zajął się porządkowaniem swoich zbiorów w mieszkaniu przy ulicy Brackiej 4 Pochowany został na cmentarzu Rakowickim, mowę pogrzebową nad jego mogiłą wygłosił prezydent Krakowa Juliusz Leo.
Imieniem Józefa Friedleina nazwano jedną z ulic  na terenie dzisiejszej Dzielnicy V Miasta Krakowa, przecznica ulicy Wrocławskiej.